# Livien Danschutter
Livien Honoré Danschutter (Zelzate, 12 april 1920 - 13 mei 2006) was een Belgisch syndicalist en politicus voor de BSP en diens opvolger de SP. Hij was ook burgemeester.

## Levensloop
Danschutter groeide op in een socialistisch arbeidersgezin. Na zijn middelbare studies volgde hij vanaf 1936 in avondonderwijs een opleiding steno en dactylo. Na de uitbraak van de Tweede Wereldoorlog in september 1939 werd Danschutter gemobiliseerd en zodoende streed hij in mei 1940, na de Duitse inval in België, mee in de Achttiendaagse Veldtocht. Na de Belgische capitulatie werd hij krijgsgevangen genomen, tot hij in juli 1940 opnieuw in vrijheid werd gesteld. In juni 1945 werd Danschutter ambtenaar op het ministerie van Economische Zaken.
Danschutter was een actief syndicalist. In 1949 werd hij permanent propagandist bij de vakbond ABVV en in 1955 werd hij in opvolging van zijn politieke mentor Jozef Chalmet secretaris van de Zelzaatse afdeling van de Algemene Centrale, een onderdeel van het ABVV, hetgeen hij bleef tot in 1962. Daarnaast was hij van 1955 tot 1965 lid van het Nationaal Bestuur van de Algemene Centrale en van 1962 tot 1965 secretaris van de plaatselijke BBTK-afdeling. In 1950 kwam Danschutter tevens aan het hoofd van het secretariaat van de lokale afdeling van de socialistische mutualiteit Bond Moyson.
Op voorspraak van Jozef Chalmet werd Danschutter secretaris van de BSP-afdeling van het district Eeklo-Zelzate. In 1952 werd hij voor deze partij verkozen tot gemeenteraadslid van Zelzate. Van januari 1953 tot september 1962 was hij schepen van de gemeente, bevoegd voor Financiën en Sociale Zaken, en in 1954 werd hij directeur van de lokale sociale huisvestingsmaatschappij. Van 1954 tot 1962 was hij voorts provincieraadslid van Oost-Vlaanderen.
Na het overlijden van Jozef Chalmet in september 1962 nam Danschutter vele functies van hem over. Ten eerste werd hij lid van de raad van beheer van Bond Moyson, de Gentse coöperatieve Vooruit en Nationale Maatschappij van de Kleine Landeigendom en editorialist en beheerder van het socialistische magazine Het Noorderlicht en voorzitter van de socialistische afdeling van Zelzate. Ten tweede werd hij burgemeester van Zelzate, een functie die zou bekleden tot in december 1988. Ten slotte volgde hij Chalmet op in de Kamer van volksvertegenwoordigers, als verkozene voor het kiesarrondissement Gent-Eeklo. 
Danschutter zetelde in de Kamer tot in november 1981. Aanvankelijk maakte hij net als zijn politieke mentor Chalmet deel uit van de commissies Landbouw en Landsverdediging, alvorens lid te worden van de commissies Buitenlandse Zaken en Openbaar Ambt. In 1964 diende hij een amendement in tot nietigverklaring van het wetsontwerp dat de gemeentelijke bevoegdheden van de stad Gent uitbreidde tot het grondgebied van Zelzate. In de periode december 1971-oktober 1980 zetelde hij als gevolg van het toen bestaande dubbelmandaat ook in de Cultuurraad voor de Nederlandse Cultuurgemeenschap. Vanaf 21 oktober 1980 tot november 1981 was hij tevens korte tijd lid van de Vlaamse Raad.
In november 1981 nam hij afscheid van de nationale politiek en in december 1988 trok Danschutter zich terug uit de lokale politiek. Tussen 1988 en 1992 beëindigde hij geleidelijk zijn overige activiteiten, waarna hij met pensioen ging.